# کیسه منی

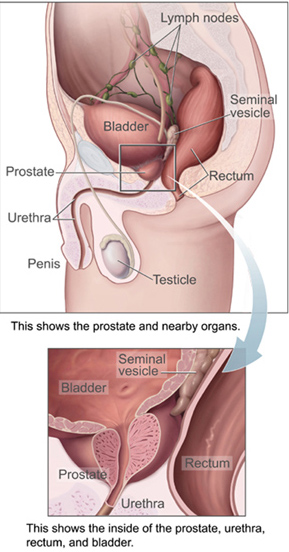
کیسه منی در بدن مردان

کیسه منی یا گُشناب‌دان یا وِزیکول سِمینال (به انگلیسی: seminal vesicle) عضوی از دستگاه تناسلی مردانه است. این عضو دو غده توبولار ساده است که در قسمت تحتانی خلفی مثانه قرار دارد.

## مترشحات کیسه منی
کیسه منی در تقسیم‌بندی غدد بدن به درون‌ریز و برون‌ریز، به دلیل اینکه مواد ترشحی آن از راه مجاری به بیرون از بدن می‌ریزد، جزء غدد برون‌ریز محسوب می‌شود. مایع مترشحه از کیسه منی ۶۰٪ مایع منی را تشکیل می‌دهد. این مایع در آمیزش جنسی کار حمل و تغذیه اسپرم را به عهده دارد. حالت قلیایی این مایع، اسپرم را در محیط اسیدی واژن زن حفاظت می‌کند. این مایع همچنین حاوی پروتئین، آنزیم، قند، موکوس، ویتامین C و پروستاگلاندین‌ها است.

## نگارخانه

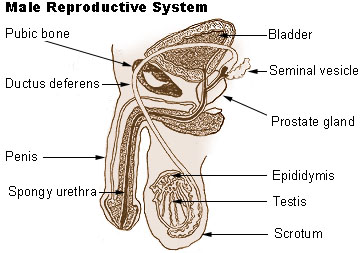
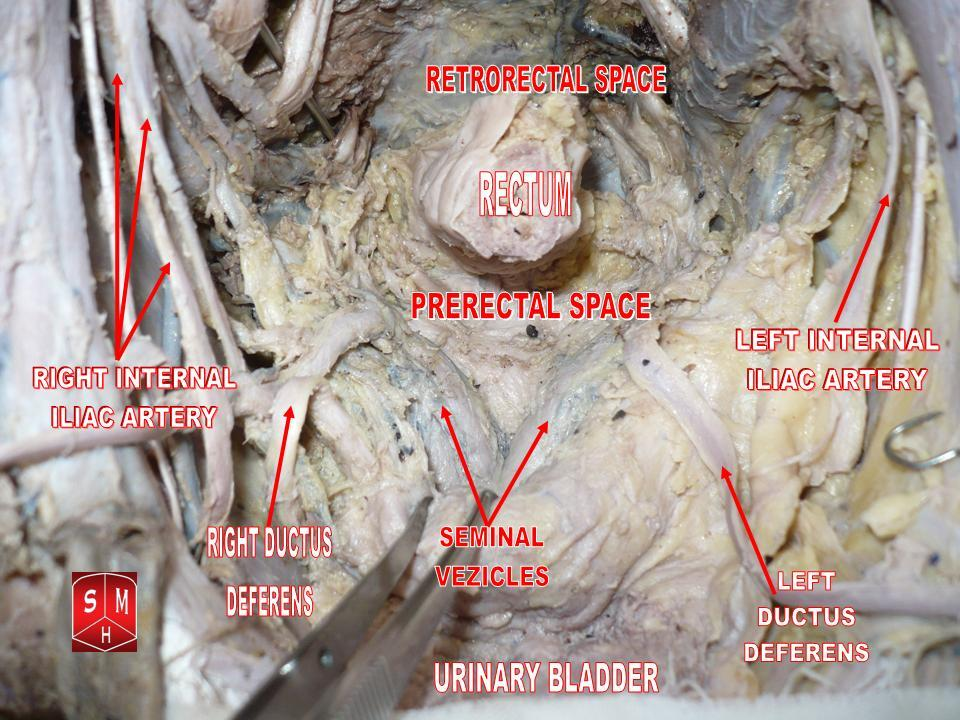
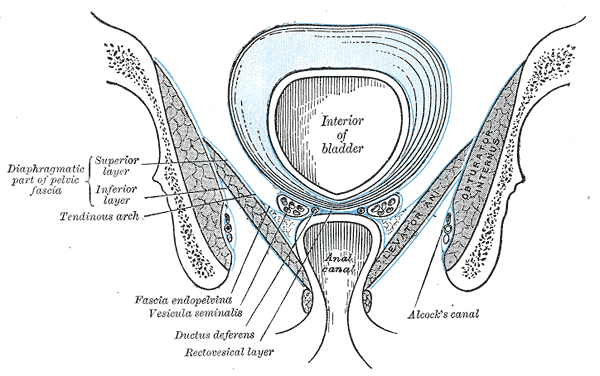
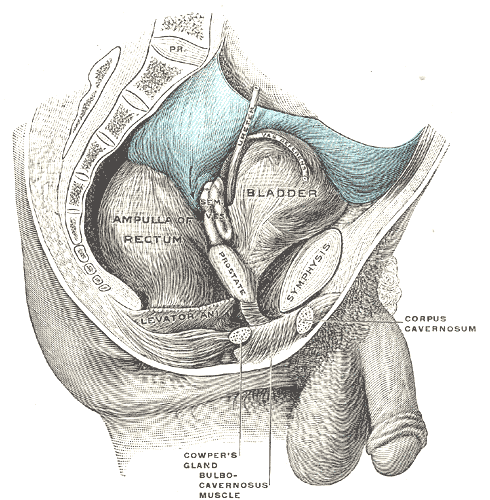
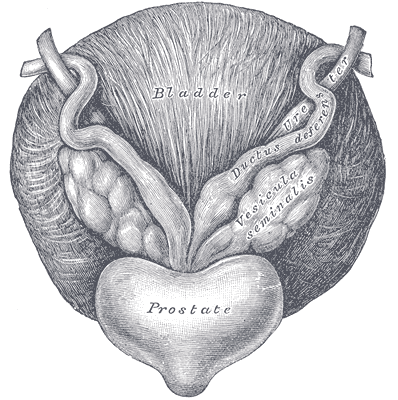
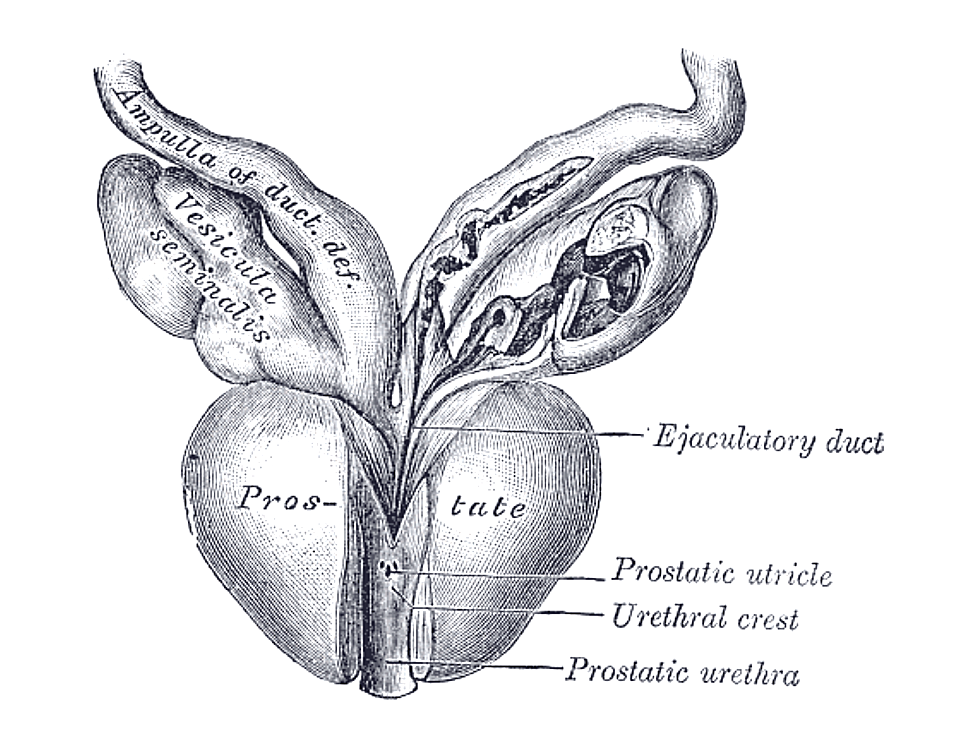
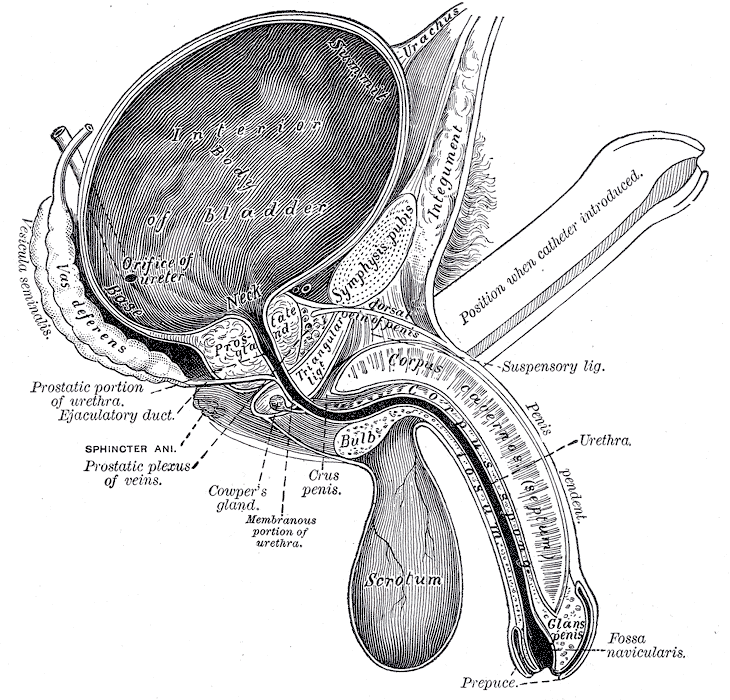